# Emydidae
Emydidae hay còn gọi là rùa đầm lầy là một họ rùa. Trước đây, nhiều loài rùa châu Á được xếp vào họ này. Tuy nhiên, việc xem xét lại hệ thống phân loại, chúng đã được tách ra thành họ riêng. Hiện tại, Emydidae, trừ hai loài rùa hồ, phân bố hoàn toàn ở Tây bán cầu. Họ này có 10 chi 50 loài.

### Phân loại học
Họ này gồm 2 phân họ và 10 chi::
- Phân họ Emydinae
  - Chi Clemmys
  - Chi Emys (bao gồm các chi trước đây là Actinemys và Emydoidea)
  - Chi Glyptemys
  - Chi Terrapene
- Phân họ Deirochelyinae
  - Chi Chrysemys
  - Chi Deirochelys
  - Chi Graptemys
  - Chi Malaclemys
  - Chi Pseudemys
  - Chi Trachemys